# آندره‌آ بنلی
آندره‌آ بنلی (ایتالیایی: Andrea Benelli؛ زادهٔ ۲۸ ژوئن ۱۹۶۰) تیرانداز اهل ایتالیا بود.
وی در مسابقات کشوری و بین‌المللی در مجموع برندهٔ ۱۰ مدال طلا، ۵ مدال نقره، ۴ مدال برنز شده‌است.